# سيمون كيسلر
سيمون كيسلر (بالإنجليزية: Simon Kessler)‏ هو دراج جنوب أفريقي، ولد في 14 مارس 1976 في جوهانسبرغ في جنوب أفريقيا.

## وصلات خارجية
- سيمون كيسلر على موقع أرشيف الدراجات (الإنجليزية)
- سيمون كيسلر على موقع إحصائيات الدراجات الإحترافية (الإنجليزية)
- سيمون كيسلر على موقع نسبة الدراجات (الإنجليزية)